# Sougné-Remouchamps
Sougné-Remouchamps (en wallon Sougné-Remoutchamp) est une section de la commune belge d'Aywaille, située en Wallonie dans la province de Liège.
C'était une commune à part entière avant la fusion des communes de 1977, elle-même formée de la fusion des villages de Sougné et de Remouchamps le 17 novembre 1919.
Le village fut au cœur de la bataille de Sprimont en 1794, qui donna son nom à la côte de La Redoute, difficulté majeure de la course cycliste Liège-Bastogne-Liège.

## Démographie
- Sources:INS, Rem:1831 jusqu'en 1970=recensements, 1976= nombre d'habitants au 31 décembre

## Patrimoine et culture

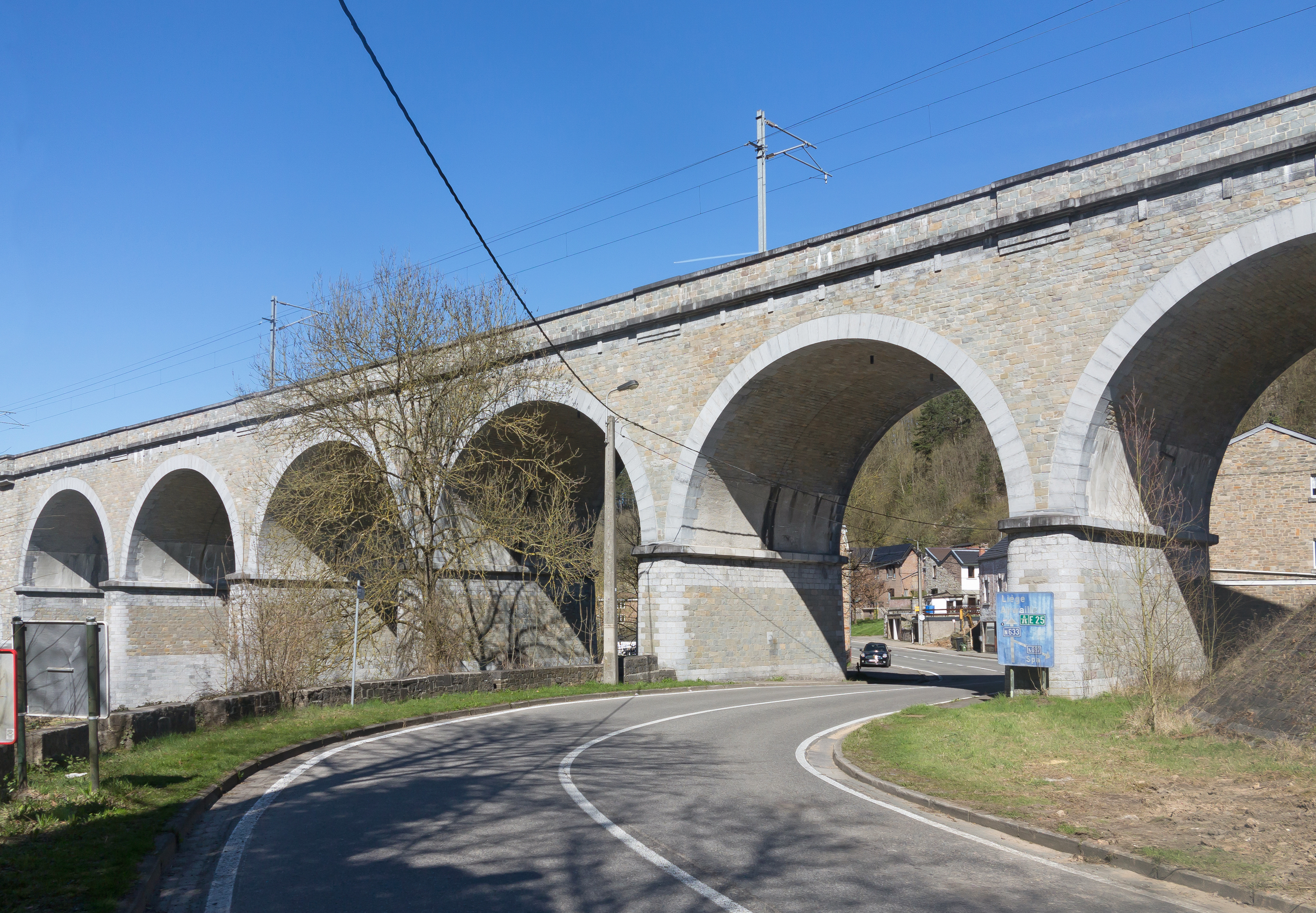
Pont ferroviaire sur la Rue de Trois Ponts.

## Enseignement

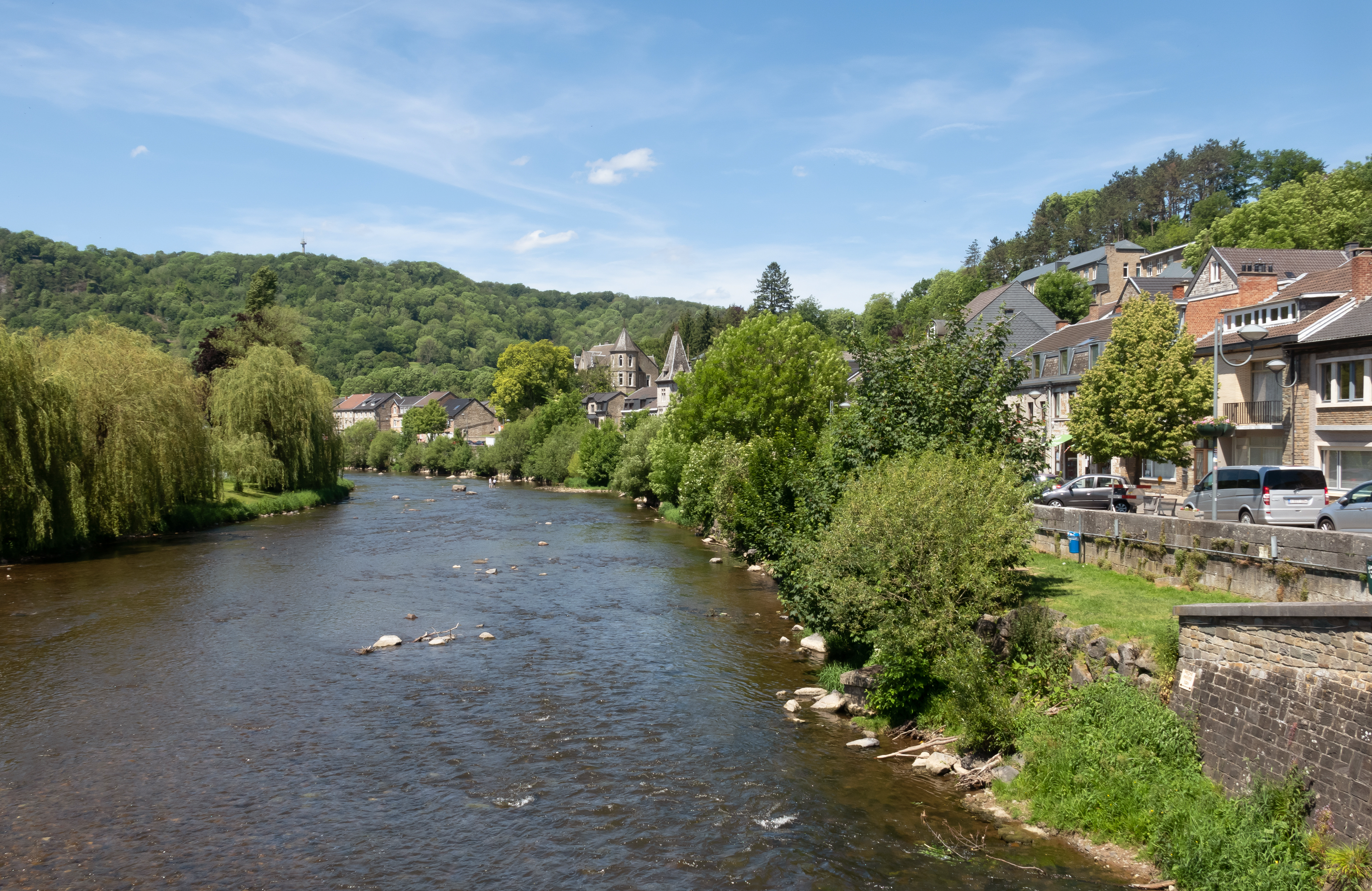
Vue sur l'Amblève.

## Personnalités liées à Sougné-Remouchamps
- Barthélemy-Théodore de Theux, chanoine tréfoncier du chapitre de Saint-Lambert est enterré dans l’église de Sougné.
- Anne-Josèphe Théroigne de Méricourt, femme politique française, personnalité de la Révolution, fut vachère à 14 ans à Sougné-Remouchamps.
- Marcellin La Garde (1818-1889), écrivain romantique belge de langue française, est né à Sougné et est décédé à Saint-Gilles (Bruxelles).
- Gustave Francotte (1852-1925), premier bourgmestre de Sougné-Remouchamps (1921-1925).
- Philippe Gilbert, champion cycliste, est originaire de Sougné-Remouchamps.